# 哈布克恩

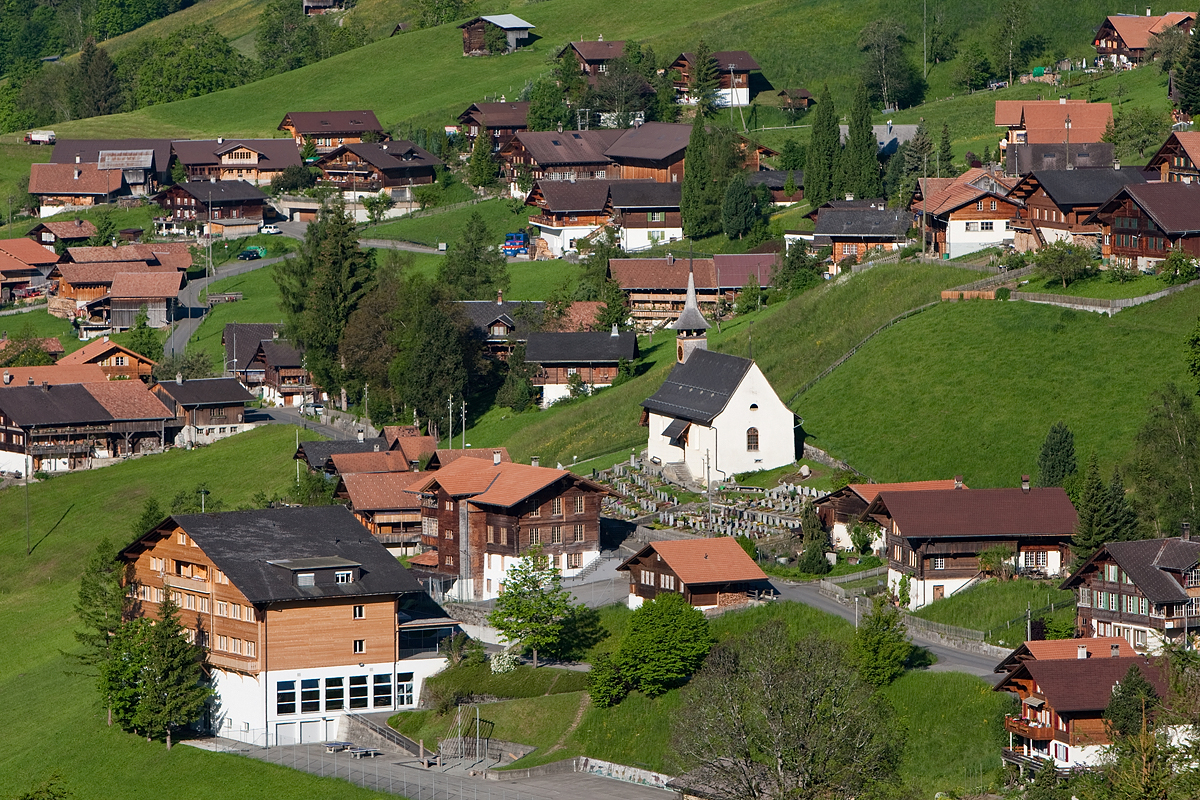

哈布克恩是瑞士的城鎮，位於該國中西部，由伯恩州負責管轄，面積51.06平方公里，一半土地是森林，海拔高度1,055米，2011年人口632，人口密度每平方公里12人。